# آرام واردانیان
آرام واردانیان (به انگلیسی: Aram Vardanyan؛ زادهٔ ۱۱ نوامبر ۱۹۹۵) یک کشتی‌گیر فرنگی‌کار اهل ازبکستان است. وی سابقه حضور در المپیک ۲۰۲۴ پاریس را دارد.
از افتخارات وی می‌توان به کسب مدال نقره مسابقات قهرمانی کشتی جهان ۲۰۱۹ اشاره کرد.

## فعالیت حرفه‌ای

### قهرمانی کشتی جهان ۲۰۱۹
واردانیان در وزن ۷۲ کیلوگرم کشتی فرنگی مسابقات قهرمانی کشتی جهان ۲۰۱۹ نورسلطان حاضر بود که روسلان احملیف از بلاروس، ژانگ هیوجان از چین، مایکل ویدمایر از آلمان و مایکل ویدمایر از بلغارستان را شکست داد و به فینال رسید. وی در دیدار نهایی به ابویزید مانتسیگوف از روسیه باخت و به مدال نقره وزن ۷۲ کیلوگرم رسید.

### المپیک ۲۰۲۴ پاریس
واردانیان در وزن ۷۷ کیلوگرم کشتی فرنگی المپیک ۲۰۲۴ پاریس حاضر بود که در دور اول محمود عبدالرحمان از مصر را شکست داد اما در دور بعد از نائو کوساکا از ژاپن شکست خورد و با توجه به حضور این کشتی‌گیر در فینال، به دیدار شانس مجدد رفت. او در مرحله شانس مجدد عبدالکریم اوکالی از الجزایر را شکست داد اما در دیدار رده‌بندی به مالخاس آمویان از ارمنستان باخت و پنجم شد.